# Miksa Déri
Pour les articles homonymes, voir Déri.
Dans les noms hongrois, le nom de famille précède le prénom, mais cet article utilise l’ordre habituel en français, où le prénom précède le nom.

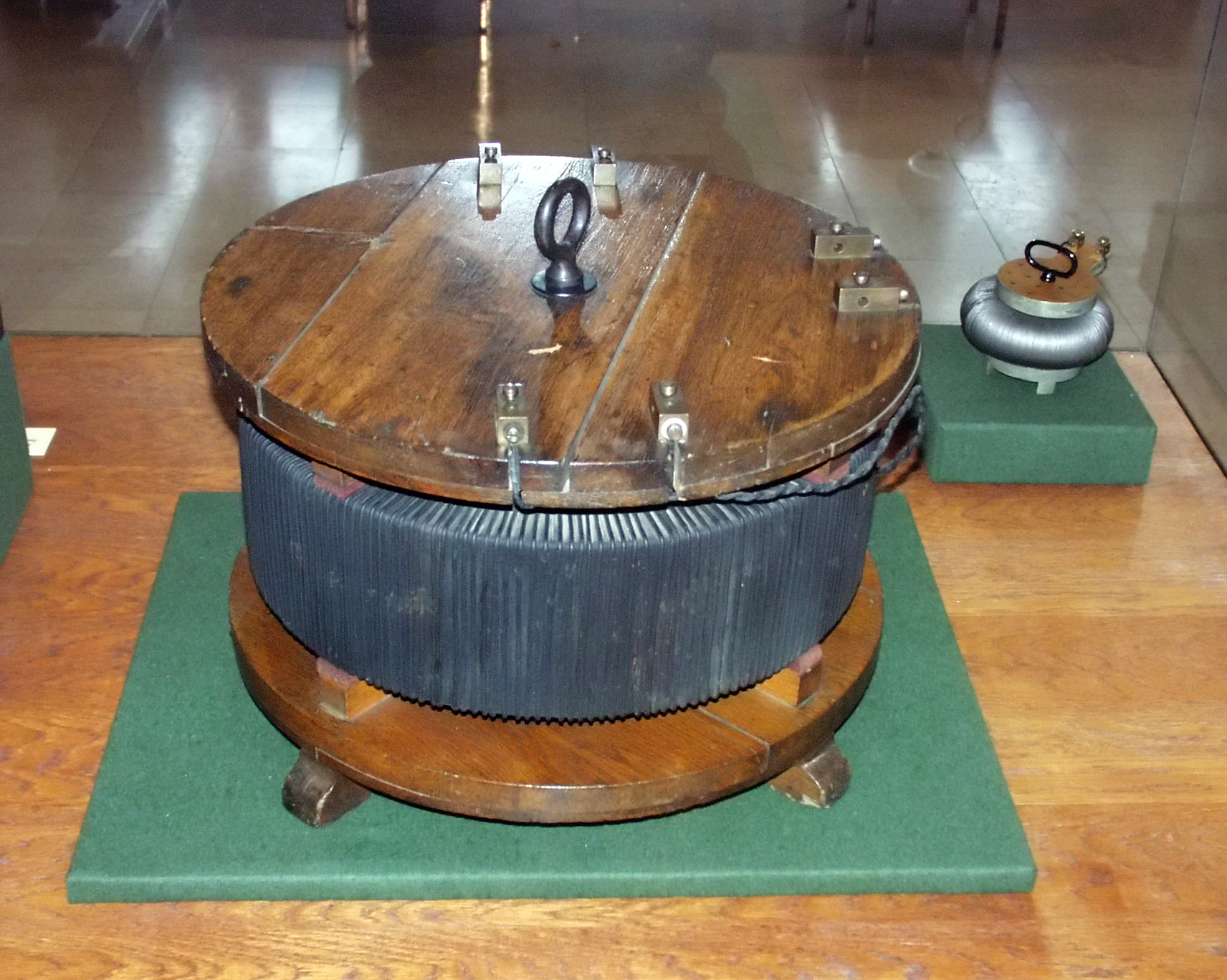
Transformateur de Zipernowsky, Déry et Bláthyde en 1885

Miksa Déri ou Max Karl Déri (né le 27 octobre 1854 à Bács en Voïvodine (actuelle Serbie) et décédé le 3 mars 1938 à Budapest) est un électrotechnicien hongrois, célèbre pour avoir inventé un nouveau type de transformateur électrique.

## Biographie
Déri étudie jusqu'en 1877 l'hydraulique à l'université technique de Vienne. Entre 1878 et 1882, il prend part aux projets pour réguler le débit du Danube et de la Tisza. Il étudie en parallèle l'électrotechnique. En 1882, il est embauché par la société Ganz à Budapest en tant qu'ingénieur, puis en tant que directeur.
Avec Károly Zipernowsky, il dépose le brevet d'un générateur de courant alternatif auto excité. Il est toutefois surtout connu pour avoir développé avec Károly Zipernowsky et Ottó Titusz Bláthy un transformateur en 1885. Il s'occupe principalement des expérimentations.
En 1889, il entre à la Internationalen Elektricitäts-Gesellschaft (IEG, soit société d'électricité internationale) à Vienne, où il organise et améliore techniquement la centrale à vapeur de la Engerthstraße. Il devient directeur de cette société.
En 1891, quand la IEG reçoit la commande d'équiper électriquement l'Achilleion à Corfou appartenant à l'impératrice Élisabeth d'Autriche-Hongrie, plus connue sous le pseudonyme de Sissi,
il prend la direction du projet.
Entre 1898 et 1902, Max Déri travaille sur les moteurs à courant continu compensés.

## Distinctions
- Membre d'honneur de l'association d'électrotechnique hongroise[1]
- Membre d'honneur de l'association d'électrotechnique à Vienne[1]
- Conseil du roi hongrois[4]
- Docteur d'honneur de l'académie des techniques[4]

- L'astéroïde (143579) Dérimiksa a été nommé en son honneur.